# Sófia (província)
Sófia ou Sofijska oblast (búlgaro: Софийска област) é um distrito da Bulgária. Sua capital é a cidade de Sófia, apesar de não estar localizada em seu território.

## Municípios
| Nome             | População (censo 2001) |
| ---------------- | ---------------------- |
| Bozhurishte      | 7.985                  |
| Botevgrad        | 35.943                 |
| Godech           | 6.604                  |
| Gorna Malina     | 7.062                  |
| Dragoman         | 6.632                  |
| Elin Pelin       | 24.072                 |
| Etropole         | 13.734                 |
| Ihtiman          | 19.304                 |
| Koprivshtitsa    | 2.669                  |
| Kostenets        | 15.142                 |
| Kostinbrod       | 18.015                 |
| Pravets          | 8.995                  |
| Samokov          | 42.316                 |
| Svoge            | 25.412                 |
| Slivnitsa        | 10.422                 |
| Zlatitsa         | 6.689                  |
| Anton (Bulgária) | 1.806                  |
| Pirdop           | 9.352                  |
| Mirkovo          | 3.179                  |
| Chavdar          | 1.422                  |
| Chelopech        | 1.710                  |
| Dolna Banya      | 4.787                  |